# Indianeragent (Kanada)
Als Indianeragent (Indian Agent, bzw. Agent indien) wurde der für die Administration von Indianerangelegenheiten (indian affairs) zuständige, lokale Vertreter des Department of Indian Affairs and Northern Development (Name bis 2011, heute Crown-Indigenous Relations and Northern Affairs Canada) bezeichnet. Dieses Department untersteht dem Innenministerium. Indianeragenten existierten in Kanada von 1876 bis 1969. Die „Indianerstämme“ werden in Kanada zunehmend als First Nations bezeichnet, der Indianeragent als Government Agent. Im zweisprachigen Kanada existieren jeweils die französischen Begriffe.
Die Position wurde durch das Indianergesetz von 1876 geschaffen, den so genannten Indian Act. Dabei verschmolz der Aufgabenbereich während der Phase aufeinanderfolgender Goldfunde (Fraser-Canyon-Goldrausch, Cariboo-Goldrausch usw.) zeitweise mit dem des Gold Commissioners. Vor allem im 19. Jahrhundert war diese Art der Ämterhäufung bzw. Zusammenführung administrativer, exekutiver und explizit wirtschaftlicher Zuständigkeiten verbreitet. Schon Edgar Dewdney war nicht nur Indianeragent, sondern zugleich Vizegouverneur von Saskatchewan, Manitoba und der Nordwest-Territorien.
Dewdney begann bereits 1883/84 die riesigen Zuständigkeitsbereiche der Indianeragenturen aufzuteilen. So entstanden allein in British Columbia 15 Indianeragenturen. Diese waren Babine, Bella Coola, die Cowichan Agency, Kamloops, Kootenay, Kwawkewlth, Lytton, Nass, New Westminster, Okanagan, die Queen Charlottes Agency, Stikine, Stuart Lake, West Coast und die Williams Lake Agency. Hierin wurden jeweils mehrere der rund 200 Stämme zusammengefasst, die von innerhalb der Provinz von der Bundesregierung anerkannt waren, und denen Reservate zustanden.
Die Zentrale in Ottawa bildete die oberste Stufe in der Hierarchie des Indianerministeriums. Darunter fungierten Inspectors oder Superintendents, die die einzelnen Agenturen bereisten. Die Indianeragenten stellten die unterste Stufe dar. Während des Zweiten Weltkriegs bestanden etwa 114 Agenturen im Land, die Indianeragenten wurden durch ein Patronagesystem ausgewählt. Sie wurden meist vor Ort ausgewählt oder kamen durch Empfehlung aus anderen Agenturen. Eine Stellenausschreibung gab es nicht. Dieser Zustand hielt bis Anfang der 1950er Jahre an.
Die meisten Indianeragenten blieben sehr lange in ihrem Amt. Ihre Hauptaufgabe bestand in der Berichterstattung nach Ottawa, in der Verteilung von staatlichen Zuwendungen – wobei die meisten der Ansicht waren, dass das Allernotwendigste zum Lebenserhalt genügte –, sie sollten politische und wirtschaftliche Bedingungen managen und ansonsten den Indian Act, das Indianergesetz durchsetzen. Auch wurden sie gefragt, ob sie die Entsendung eines Arztes für notwendig erachten würden, jedoch scheiterte diese vielfach an den Kosten, die die Intendants als zu hoch einschätzten.
In den ersten Jahrzehnten nach 1867, dem Gründungsjahr Kanadas, versuchte man auf Indianer Druck auszuüben, indem man ihnen die Nahrungsrationen verweigerte, wenn sie sich ohne Erlaubnis vom Reservat entfernten oder sich in ihm fortbewegten. Damit wollte man die Sesshaftigkeit erzwingen, wobei gerade die Büffeljäger unter den Präriestämmen, denen ihre Jagdbeute ausgerottet worden war, diesem Mittel besonders häufig ausgesetzt waren. Infolgedessen konnte es zu Konflikten mit den Missionaren kommen, wenn etwa ein Ehepaar auf diese Weise gezwungen wurde, sich zu trennen, da die beiden aus zwei verschiedenen Dörfern kamen. Edgar Dewdney lehnte die Ausgabe der Rationen, die die Oblaten forderten, selbst unter diesen Umständen ab.
Die Indianeragenten waren für die Ausstellung von Genehmigungen zuständig, die das Verlassen der Reservate erlaubten. Auch wurde von ihnen erwartet, dass sie die Kinder in die Residential Schools brachten, internatartige Schulen, in denen aus Indianern Kanadier gemacht werden sollten, entfremdet von ihrer Familie und ihrer Kultur. Auf dementsprechend heftigen Widerstand stießen vielfach die Indianeragenten.
Das Qualifikationsprofil war überaus einfach. Ortskenntnisse und die Fähigkeit mit den internen Verwaltungsabläufen zurechtzukommen genügten, praktische Fertigkeiten, wie etwa Straßen- oder Brückenbau wurden gern gesehen. Kenntnisse der Indianersprachen wurden nicht vorausgesetzt.
Gelegentlich forderten katholische Indianer einen Indianeragenten derselben Konfession, was in den stark von Protestanten dominierten Regionen zu Konflikten führen konnte.